# Lara Lor-Van
Lara Lor-Van è un personaggio dei fumetti statunitensi creato da Jerry Siegel (testi) e Joe Shuster (disegni), pubblicato dalla DC Comics. La sua prima apparizione avviene in una striscia a fumetti di Superman del 16 gennaio 1939.
Lara è la madre biologica di Superman, la moglie di Jor-El ed un'ingegnere aerospaziale di Krypton che, dopo aver intuito l'imminente distruzione del pianeta assieme al marito lo ha aiutato a mettere in salvo il figlio neonato Kal-El inviandolo sulla Terra a bordo di un'astronave poco prima che Krypton esplodesse.
Quando in seguito Superman costruisce il suo quartier generale, la Fortezza della solitudine, onora i suoi genitori biologici costruendo una statua di Jor-El e Lara che sorreggono il pianeta Krypton.

## Storia editoriale
Il personaggio appare per la prima volta ad opera di Joe Shuster e Jerry Siegel in una striscia a fumetti quotidiana il 16 gennaio 1939 e, sebbene in tale istanza il suo nome sia nuovamente scritto "Lora", in una storia del 1942 George Lowther viene chiamato per la prima volta "Lara", che diviene il suo nome ufficiale. Il debutto del personagio in un fumetto avviene su More Fun Comics (Vol. 1) n. 101 (gennaio 1945) mentre, negli anni sessanta, viene determinato che Lora sia la madre biologica di Superman su Terra-Uno, mentre Lara su Terra-Due.
Storie successive stabiliscono che "Lor-Van" è il nome del padre del personaggio in quanto le donne kryptoniane usano il nome paterno come cognome.

## Biografia del personaggio

### Pre-Crisi
Nata a Kryptonopolis, nel continente di Lurvan, sul pianeta Krypton, da Lor-Van e Lara Rok-Var, e crescendo crescendo diviene una nota astronauta, nonostante il suo programma spaziale venga chiuso dopo che Jax-Ur distrugge la luna di Krypton, Wegthor. Successivamente conosce lo scienziato Jor-El e ha numerose avventure con lui tanto che a un certo punto i Guardiani dell'Universo valutano il loro arruolamento nel Corpo delle Lanterne Verdi. Successivamente i due si sposano e, poco tempo dopo, Lara dà alla luce loro figlio Kal-El.
Dopo che Jor-El scopre dell'imminente distruzione di Krypton, lui e Lara mettono il figlio su una navicella spaziale diretta verso la Terra e, sebbene l'intenzione del marito fosse di mandare anche lei, quest'ultima rinuncia preferendo restare al suo fianco.

### Post-Crisi
Nell'Universo DC generato in seguito a Crisi sulle Terre infinite, Lara Lor-Van è nata nella gilda laburista di Krypton, la casta di più basso rango del pianeta, tuttavia sua nonna Nara riesce ad arrangiarle un matrimonio con Jor-El della gilda scientifica grazie al suo alto valore eugenetico cosa che le permette di avanzare nel rango sociale, divenendo una rinomata storica. Nonostante tutto ciò, e la freddezza emotiva di Krypton, Jor-El sviluppa sentimenti genuini per la moglie, che lo aiuta a scoprire l'imminente distruzione del pianeta decidendo di salvare il figlio neonato Kal-El.

### New 52
In seguito agli eventi di Flashpoint l'Universo DC viene completamente riscritto e rilanciato. Nella nuova realtà narrativa Lara Van-El è un membro delle forze armate di Krypton, la migliore cadetta dell'accademia militare, un'eccellente combattente e una brillante scienziata.

## Poteri e abilità
Lara è dotata di un intelletto geniale, è un'eccellente ingegnere aerospaziale ed un'esperta dell'arte marziale kryptoniana nota come "klurkor".

## Altre versioni

### Superman: L'ultima famiglia di Krypton
Nella miniserie Superman: L'ultima famiglia di Krypton Lara sopravvive alla distruzione del suo pianeta natale e viaggia sulla terra assieme al marito e al figlio, dove fonda il culto di Raology.

### Le avventure di Superman
Ne Le avventure di Superman Lara è una sopravvissuta alla distruzione di Krypton che resa folle dalle conseguenze dell'evento, rapisce Superman e Supergirl del suo mondo facendo loro il lavaggio del cervello per renderli soldati al suo servizio.

## Altri media

### Cinema
- Lara Lor-Van appare nel serial cinematografico Superman e nel suo sequel Atom Man vs. Superman, interpretata da Luana Walters.
- Il personaggio, interpretata da Susannah York con la voce italiana di Rita Savagnone, nei film Superman, Superman II e Superman IV.
- Lara Lor-Van ha un cameo muto in All Star Superman.
- Nel film DC Extended Universe (DCEU) L'uomo d'acciaio (2013) il personaggio è interpretato da Ayelet Zurer[27] con la voce italiana di Emanuela Rossi.
- Lara Lor-Van, doppiata in originale da Lauren Tom, compare in Justice League: Gods and Monsters.
- Nel film d'animazione Teen Titans Go! - Il film il personaggio ha un cameo muto.[28]
- Lara Lor-Van fa un'apparizione in Superman: Man of Tomorrow.[28]
- Lara Lor-Van, doppiata da Myrna Velasco, compare in Batman e Superman: La Battaglia dei Super Figli.[29][28]
- Il personaggio compare in DC League of Super-Pets, doppiata in originale da Lena Headey.[28]
- Nel franchise del DC Universe (DCU) Lara Lor-Van, interpretata da Angela Sarafyan con la voce italiana di Giulia Santilli, compare in Superman (2025),[30] tale versione ha mandato il figlio sulla Terra perché ne sottomettesse gli abitanti e facesse rinascere la specie.[31]

### Televisione
- Nel primo episodio di Adventures of Superman Lara è interpretata da Aline Towne.
- Lara Lor-Van ha vari camei ne I Superamici.
- Lara compare in Superboy, interpretata da Britt Ekland.
- In Lois & Clark - Le nuove avventure di Superman, Lara è interpretata da Eliza Roberts.
- Lara, doppiata da Finola Hughes,[28] è un personaggio ricorrente della serie animata DCAU Superman e successivamente compare in Justice League.
- In Mignolo e Prof Lara Lor-Van ha un'apparizione parodistica in cui è doppiato da Jeff Bennett.
- Il personaggio ha un breve cameo nella serie animata Dilbert.
- Nella serie Smallville, Lara Lor-Van è interpretata inizialmente da Kendall Cross e in seguito da Helen Slater.
- In Robot Chicken il personaggio fa un'apparizione doppiato da Vanessa Hudgens.
- Lara ha un cameo in Young Justice.
- Nell'Arrowverse Lara Lor-Van è interpretata da Ana Franchesca Rousseau[32] nell'episodio pilota di Supergirl e da Mariana Klaveno in Superman & Lois.
- Il personaggio, doppiato da Rhea Seehorn, compare in My Adventures with Superman.[28]

### Videogiochi
Jor-El appare nei seguenti videogiochi:
- Scribblenauts Unmasked: A DC Comics Adventure (2013).[33]
- LEGO Batman 3: Gotham e oltre (2014).
- Injustice 2 (2017)